# Gammelby (Ringive Sogn)
 For alternative betydninger, se Gammelby. (Se også artikler, som begynder med Gammelby)
Gammelby en bebyggelse og ejerlav i Sydjylland i Vejle Kommune. Det ligger i Ringive Sogn og hører under postdistrikt 7323 Give.

## Historie
gammelby landsby bestod i 1682 af 6 gårde. Det samlede dyrkede areal udgjorde 219,6 tønder land skyldsat til 12,22 tønder hartkorn. Dyrkningsformen var græsmarksbrug med tægter.